# Flygande elefanter, Liseberg
Flygande elefanter var en åkattraktion på nöjesfältet Liseberg i Göteborg. Attraktionen bestod av elefanter fästa vid armar som med pneumatik fick elefanterna att höjas och sänkas, samtidigt som de roterade kring attraktionens mitt med en hastighet av 6 varv per minut.
Attraktionen invigdes 2010, men en liknande attraktion med samma namn invigdes på Liseberg redan 1965 och fanns i parken fram till 1986. Den nyare versionen var tillverkad av det italienska företaget Fabbri Group och attraktionen finns i flera parker världen över. På Gröna Lund i Stockholm finns attraktionen Flygande elefanterna som är tillverkad av företaget Zamperla, men är mycket lik Lisebergs Flygande elefanter. Attraktionen stängdes 2019.

## Bilder

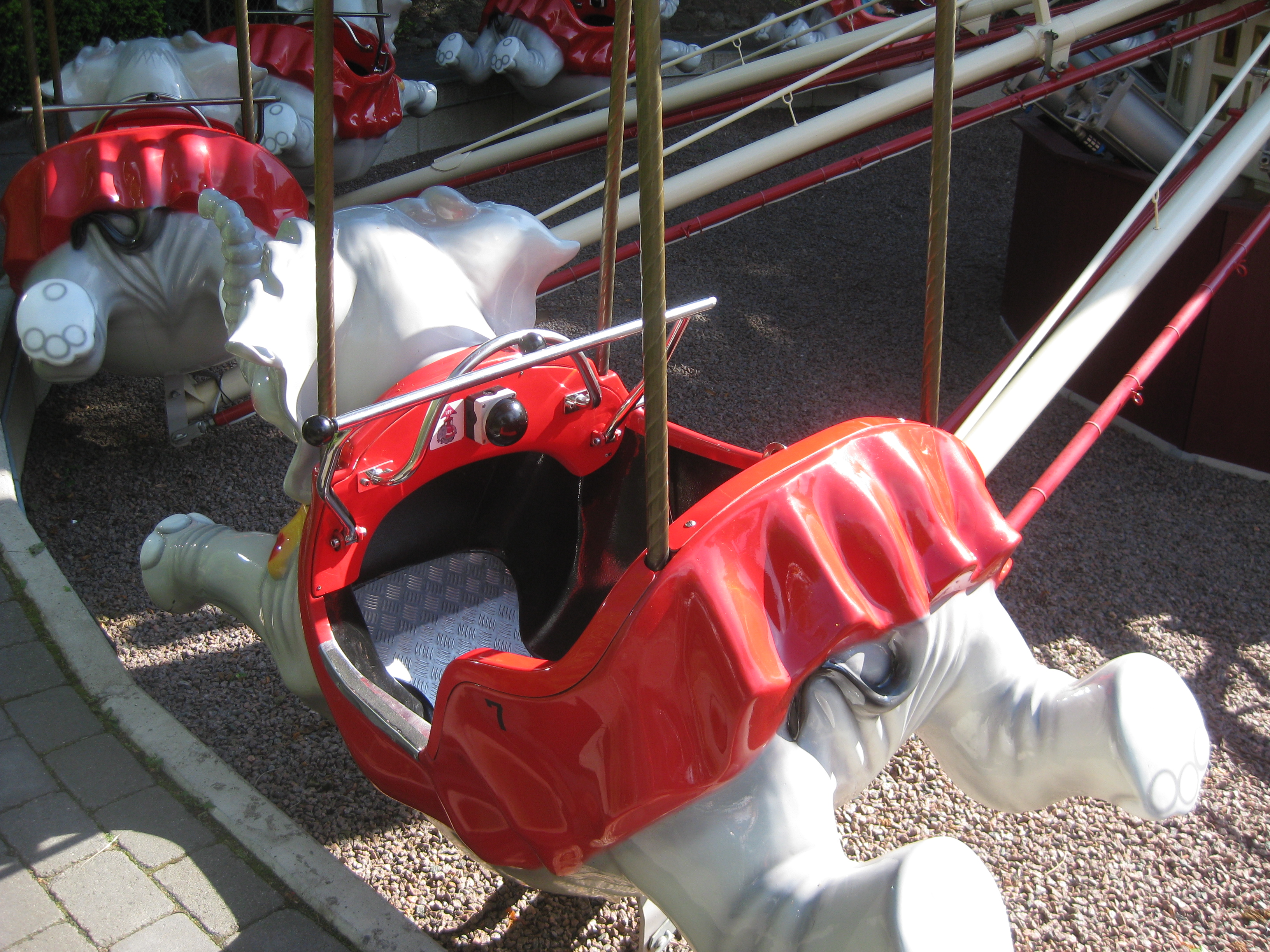
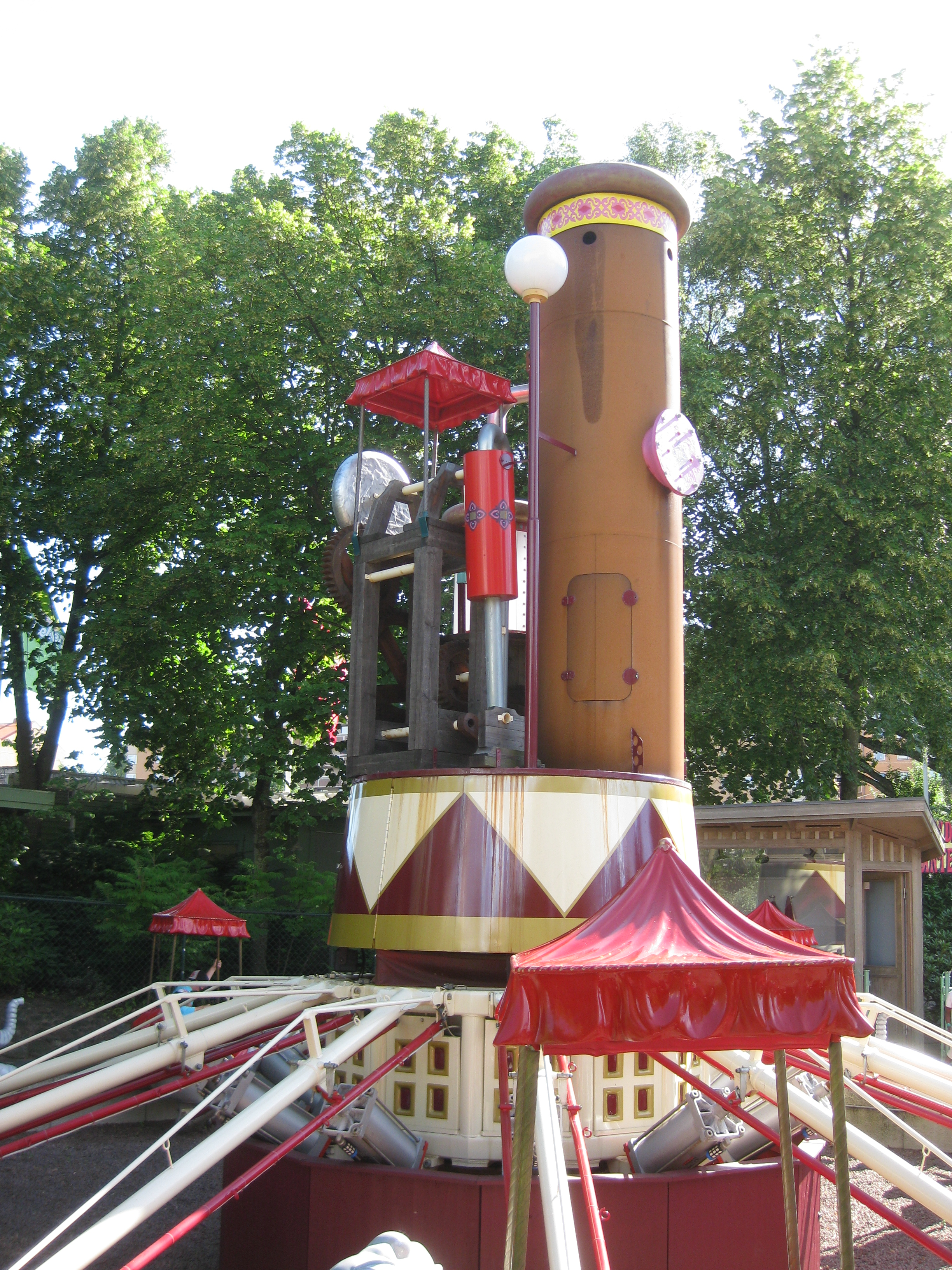
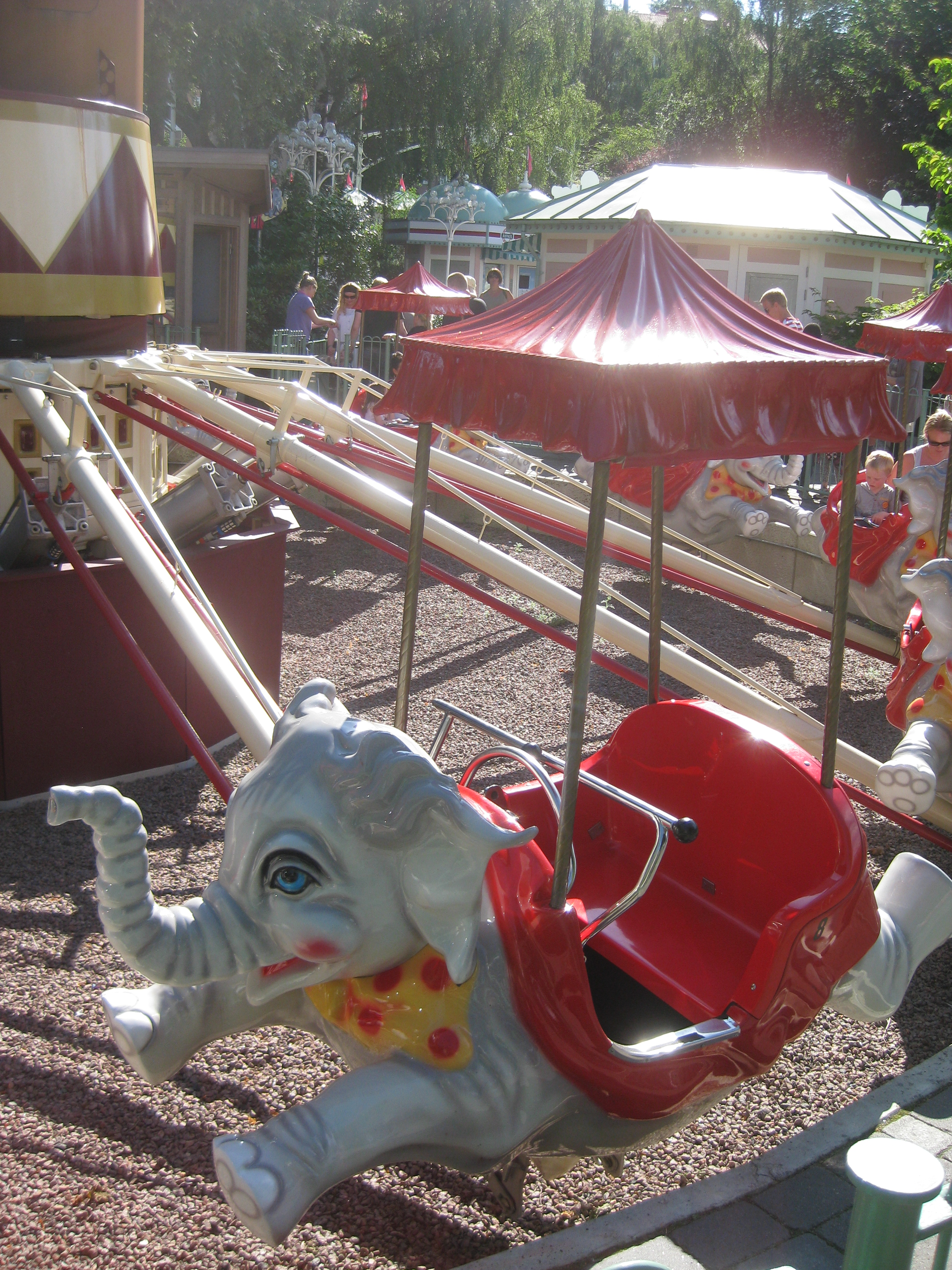